# Tails Adventure
 (octobre 2018).
Si vous disposez d'ouvrages ou d'articles de référence ou si vous connaissez des sites web de qualité traitant du thème abordé ici, merci de compléter l'article en donnant les références utiles à sa vérifiabilité et en les liant à la section « Notes et références ».
Tails Adventure est un jeu vidéo de plate-forme développé par Aspect et édité par Sega. Il est sorti en 1995 sur Game Gear.

## Histoire
Tails avait déjà vécu des aventures avant de rencontrer Sonic. Il vivait dans l'île de Coco Island. Un beau jour, le chef d'une armée d'oiseaux guerriers, Badoru Kukku, vient attaquer Coco Island, pour s'approprier les célèbres Chaos Emeralds. Tails devra utiliser ses gadgets qu'il a récemment perdu pour récupérer toutes les Chaos Emeralds et battre Badoru et restaurer la paix sur l'île.

## Système de jeu
Tails est le seul personnage jouable dans ce jeu. Au début, une seule arme est disponible. Puis, viendront les moments où le joueur récupère ses armes et gadgets un à un, ainsi que les Chaos Emeralds. Il faudra battre les ennemis aussi bien sur terre qu'en mer avec l'aide du Sea Fox, le vaisseau de Tails. Dans la mer, le jeu prend un aspect semblable à un shoot them up avec l'utilisation de bombes, boucliers, missiles, etc.